# پپه لینهارد
پپه لینهارد (به انگلیسی: Pepe Lienhard) (زاده ۲۳ مارس ۱۹۴۶) خواننده سوئیسی است.
او نماینده سوئیس در یوروویژن ۱۹۷۷ بود.